# William Allen Walsh
Pour les articles homonymes, voir Walsh.
William Allen Walsh (20 août 1887-18 octobre 1940) est un directeur d'école, enseignant et homme politique fédéral du Québec.

## Biographie
Né à Kingston en Ontario, il devient député du Parti conservateur dans la circonscription fédérale de Mont-Royal en 1935. Il est défait en 1940 par le libéral Frederick Primrose Whitman.